# Vogelenwijk (Haarlem)
De Vogelenwijk is een wijk van de Nederlandse stad Haarlem, in stadsdeel Haarlem-Noord. De wijk is opgedeeld in vier buurten en telt zo'n 5.000 inwoners. De wijk staat ook wel bekend als de Vogel- of de Vogelenbuurt onder zijn inwoners.

## Buurten in de Vogelenwijk
- Nachtegaalbuurt
- Meeuwenbuurt
- Dietsveld
- Spaarndammerpolder-zuid